# Winona, Minnesota
Winona, Minnesota là một thành phố và là quận lỵ củaquận Winona thuộc tiểu bang Minnesota, Hoa Kỳ. Thành phố có diện tích 61,0  km² với diện tích mặt nước là 13,8  km², dân số theo điều tra dân số năm 2000 của Cục điều tra dân số Hoa Kỳ là 27.069 người.